# Aspidium setgierum
Aspidium setgierum là một loài dương xỉ trong họ Tectariaceae. Loài này được Kuhn mô tả khoa học đầu tiên.
Danh pháp khoa học của loài này chưa được làm sáng tỏ. 